# 강풀
강도영(康道永, 1974년 12월 7일 ~ )은 대한민국의 만화가이다. 자신의 누리집 주소이기도 한 강풀이라는 별명으로도 잘 알려져 있다. 김풍 등과 함께 온라인 만화가 1세대로 불린다. 본관은 신천(信川)

## 약력
상지대학교 국어국문학과를 졸업했다. 초기에는 자신의 웹사이트 보관됨 2007-09-23 - 웨이백 머신에서 배설물과 구토물에 대한 엽기적인 내용을 연재하며 많은 인기를 끌었다. 국어국문학과 출신답게 시나리오가 뛰어난 만화를 많이 그렸다.
데뷔 과정이 비범한데 강풀은 상지대학교에 재학중이던 시절 상지대학교에서 학사비리로 악명을 떨치는 김문기를 비판하는 만화를 학교 대자보에 그렸고 계속 김문기를 비판하는 만화를 그리다 보니 어느 새 만화가가 되어 있었다.

## 주요 작품
일쌍다반사 이외에는 미디어다음에 연재하였다.

### 순정만화 시리즈

#### 순정만화
2003년 10월 24일부터 2004년 4월 7일까지 연재하였다. 18세 여고생 한수영과 30세 회사원 김연우가 그려가는 잔잔한 사랑이야기를 총 43편에 걸쳐 담아 내었다. 2004년 5월에는 문학세계사를 통해서 책으로 출판되었고 영화로도 제작되었다(2008.11 개봉). 국내에서 최초로 시도된 온라인 장편 연재물로 온라인 만화의 가능성을 보여주었다는 평가를 받았다. 또한 강풀은 순정만화에서 소녀시대의 수영과의 친분을 밝혔다.

#### 바보
2004년 11월부터 2005년 4월까지 연재했다. 바보이지만 순수한 마음을 가진 승룡이와 승룡이를 미워하는 승룡이의 동생인 지인, 그리고 미국에서 피아노를 전공한 지호가 주인공이다.

#### 그대를 사랑합니다
2007년 4월에 연재를 시작하였다. 젊은이들이 주인공인 대부분의 만화와 달리 70대 후반이 된 어르신들의 사랑 이야기를 담고 있다. 이 만화를 원작으로 한 영화 《그대를 사랑합니다》가 2011년 2월 17일에 개봉되기도 하였다.

#### 당신의 모든 순간
2010년 9월부터 연재. 내용은 개발지구 주공 아파트에 사는 이정욱과 주선의 내용으로, 2012년이 되면서 좀비가 나타나게 되어, 많은 사람들이 좀비가 된다는 내용이다.
한편 정욱의 형은 생사를 알 수 없게 되고, 선을 짝사랑하는 원헌도 소식이 없게 된다. 좀비에 감염된 선의 부모님은 떠나게 된다. 또한 정욱의 친구인 걸구(상민)는 군인 신분으로 정욱에게 많은 도움을 준다. 그러다 5월경 걸구는 놀랄만한 소식을 알려준다.

#### 통증
어릴 적 사고의 죄책감과 후유증으로 통증을 느끼지 못하는 남자와 유전으로 인해 작은 통증조차 치명적인 여자에게 운명처럼 찾아온 강렬한 사랑을 그린 이야기이다. 원래는 만화로 기획하려 했지만, 방향을 바꿔 영화로 제작되었다. 2011년 9월 7일 개봉했다.
- 참고로 시리즈 곳곳에 나오는 편의점 직원은 작가 본인이 편의점 아르바이트를 한 경험을 떠올리며 만든 작가 자신 캐릭터이다. 별로 비중이 없어보이지만 인물과 인물, 시리즈와 시리즈의 연관성을 만든다.

#### 마녀
2013년 6월부터 10월까지 연재했다. 마녀라고 불리는 여자 박미정과 그녀를 사랑한 남자 이동진의 이야기를 담아내었다. 미정과 엮인 대부분의 남자들이 다치거나 사고를 당하거나 죽었기 때문에 그녀가 마녀라고 불린다.
2025년 2월 15일 ~ 2025년 3월 16일 채널A에서 방송 노정의,박진영주연

### 미스테리심리썰렁물 시리즈

#### 아파트
2004년 5월부터 9월까지 연재했다. 한 아파트에서 주민들이 연쇄적으로 사망하는 미스테리한 사건을 중심으로 이야기를 전개해 나간다. 나중에 안병기 감독이 《아파트》라는 제목으로 영화화하기도 했다.

#### 타이밍
2005년 6월부터 10월까지 연재했다. 시간에 관련된 능력을 갖고 있는 네 명의 주인공들이 학교에서 벌어지는 연쇄살인을 막기 위해 힘을 합친다. 시간을 멈추는 능력을 가지고 있는 타임스토퍼 김영탁, 미래의 일을 볼 수 있는 예지몽 박자기, 시간을 10초 전으로 되돌릴 수 있는 능력을 가지고 있는 타임와인더 강민혁, 10분 후의 일을 볼 수 있는 예지안 장세윤 등이 주인공이다.

#### 이웃사람
2008년 6월부터 11월까지 연재했다.
연쇄살인범과 관련된 이야기이다.
주인공은 피자배달부 안상윤,
사채업자 김혁모,
경비원 표종록,
가방가게 주인 김상영 등이 있다.
2012년 영화로 개봉되었다.

#### 어게인
2009 7월부터 11월까지 연재했다. 타이밍의 외전판으로 기존의 타이밍 주인공들과 기존 생명과 새로 태어나는 생명이 연결고리로 이어져 있는 어게인들과의 스토리를 그린 이야기이다.

#### 조명가게
2011년 8월 8일 연재를 시작했다. 버스와 트럭의 충돌사고로 인해 코마상태에 빠진 현민, 지웅, 현주, 선해 이들을 살리기 위해 이미 죽었지만 이들이 저승에 오지 못하도록 죽지 못하도록 해서 생명을 관장하는 조명가게로 보내기위한 현민의 여자친구인 지영, 사고의 원인인 냉동탑차운전수 황중석, 현주의 엄마, 선해의 동성연인인 여자(이름은 나오지 않음)가 주요등장인물이다. 그외에도 현민과 지영이 묵은적이 있는 팬션의 주인 부부, 병원의 간호사, 장의사, 가난한 서민, 사고당시 버스 운전기사, 현주의 친구들, 실종된 현주 학교의 여학생(정유희)등이 극을 전개하기 위해 나온다. 코마상태에 빠진이들은 자신의 이전 기억을 모두 잊어버리고 살면서 서서히 죽어가는 듯 한다. 그러나 서서히 각각의 사람들을 이미 죽은 사람들이 도와주면서 코마상태에 빠진이들은 서서히 기억을 되찾고 조명가게로 가게되어 코마상태에서 깨어난다. 이러한 방법으로 현민, 지웅, 현주, 선해는 각각 지영, 황중석, 현주의 엄마, 선해의 애인의 도움으로 무사히 이승으로 돌아오나 선해만은 자신의 애인과 같이있고 싶어서 삶이 아닌 죽음을 택한다. 그 뒤 지영은 현민이 처음에 자신을 기억하지 못해서 그가 정말 나를 사랑했나 하는 마음에 이승으로 가서 현민을 만나려 했으나 현민은 코마상태일 때의 일을 기억하지 못했다. 정유희는 현주에게 접근했다. 현주역시 그곳에서의 일은 기억하지 못했다. 단 엄마는 너무 그립고 사랑하기 때문에 기억을 하고있었다. 조명가게의 마지막 장면은 현민이 손을 흔들자 지영은 옛생각이 나서 눈물을 흘린다.

### 26년
2006년 4월부터 9월까지 연재했다. 광주 민주화 운동으로 부모를 잃은 아이들이 시간이 흘러 성인이 되어 전두환 전 대통령에게 암살을 기획한다. 제목 '26년'은 1980년 광주 민주화 운동 이후 26년의 세월이 흘렀음을 뜻한다. 광주 민주화 운동을 다시 기억한다는 것뿐아니라 전직 대통령을 암살하려 한다는 내용에서 많은 관심을 받았다. 영화사 '청어람'에서 판권을 샀으며 2009년 개봉을 목표로 영화 제목은 '29년'으로 바뀌었었다. 감독은 이해영감독이 맡았었으며 주요 출연 배우로는 곽진배-류승범, 심미진-김아중, 전두환-변희봉, 마상렬-천호진, 김주안-진구, 정혁-한상진, 김갑세-주진모 등이었다. 영화 투자 여건이 좋지 않아 대본 리딩까지 마친 후 제작이 무기한 중단된 상태였으나 2012년 개봉했다. 감독은 이해영 감독에서 조근현 감독으로 바뀌었으며, 주요 출연 배우들은 곽진배 역에 진구, 심미진 역에 한혜진, 그사람 역에 장광, 마상렬 역에 조덕제, 김주안 역에 배수빈, 김갑세 역에 이경영, 권정혁 역에 임슬옹 등등 감독과 인물이 대거 교체되었다.

### 액션만화 시리즈

#### 무빙
2015년 2월부터 9월까지 연재하였다. 초능력을 가지고 있는 정원고 학생들, 그들에게 초능력을 물려주고 그들을 지키려는 부모들, 그리고 그 초능력들을 이용하려는 안기부(국정원)와 북한세력 등을 다루고 있다. 이전 연재작과 달리 1, 2, 3부 45회 분량으로 연재되었다. 1부는 학생들의 이야기, 2부는 부모들의 이야기, 3부는 다시 학생들과 부모들의 이야기를 함께하도록 구성되어 있다.

#### 브릿지
2017년 3월 연재를 시작하였다. 무빙의 후속작으로 한국형 액션 히어로물을 표방한다. 타이밍 시리즈의 시간 능력자들과 무빙에서 먼저 등장했던 신체 능력자들이 한 세계관에서 얽히는 크로스오버작이다.

### 기타
《일쌍다반사》
사람들이 일상생활에서 겪은 황당하고 어이없는 일을 주제로 한다. 스포츠투데이에 연재했다. 제목 '일쌍다반사'는 '일상다반사(日常茶飯事)'를 변형시킨 것이다.
《지치지 않을 물음표》
강풀닷컴에 연재한 만화이다.
《강풀의 조조》
매주 목요일 개봉 영화를 조조로 보고 당일 캐릭터 위주의 후기 만화를 올리는 컨셉의 만화이다. 엔씨소프트 블로그에 연재하고 있다.

## 영상화된 작품
| 연도 | 장르   | 채널     | 원작                  | 작품명                | 출연                             |
| ---- | ------ | -------- | --------------------- | --------------------- | -------------------------------- |
| 2006 | 영화   |          | 《아파트》            | 《아파트》            | 고소영, 강성진, 장희진, 박하선   |
| 2008 | 영화   |          | 《바보》              | 《바보》              | 차태현, 하지원, 박희순, 박그리나 |
| 2008 | 영화   |          | 《순정만화》          | 《순정만화》          | 유지태, 이연희, 채정안, 강인     |
| 2010 | 영화   |          | 《그대를 사랑합니다》 | 《그대를 사랑합니다》 | 이순재, 윤소정, 송재호, 김수미   |
| 2011 | 영화   |          |                       | 《통증》              | 권상우, 정려원, 마동석, 장영남   |
| 2012 | 드라마 | SBS Plus | 《그대를 사랑합니다》 | 《그대를 사랑합니다》 | 이순재, 정영숙, 김형준, 김윤서   |
| 2012 | 영화   |          | 《이웃사람》          | 《이웃사람》          | 김윤진, 마동석, 천호진, 김새론   |
| 2012 | 영화   |          | 《26년》              | 《26년》              | 진구, 한혜진, 임슬옹, 배수빈     |
| 2014 | 영화   |          | 《조명가게》          | 《조명가게》          |                                  |

## 논란과 비판
노무현 대통령 탄핵 소추 사건 때 그려진 그의 만화를 이명박 대통령의 얼굴로 바꿔 촛불시위를 반대하는 만화로 합성하자, 강풀은 이에 강력하게 반발해 "고소하겠다"라고까지 주장했으나, 곧 그의 만화를 "카피레프트"로 이용하면 된다고 포기했다.

## 정치 성향
- 미국산 소고기 수입 반대 만화를 그렸다.
- 제 18대 대선 당시 문재인을 지지하는 내용이 담긴 만화를 그렸다.
- "26년"은 전두환을 암살하려는 계획을 다룬 작품이다.
- 철저한 반공ㆍ반북주의자이다.

## 수상 경력
- 2024년 제60회 백상예술대상 TV 부문 극본상 (무빙)
- 2010년 대한민국 국회대상 올해의 만화상[4]
- 2006년 독자만화대상
- 2005년 부천국제만화제 대상
- 2004년 독자만화대상
- 2004년 대한민국 만화대상
- 2004년 오늘의 우리만화상

## 기타 이력
- 前 열린우리당 문화예술행정특임촉탁위원(2006년)
- 前 대통합민주신당 문화예술행정특임촉탁위원(2007년)
- 前 더불어민주당 문화예술행정특임촉탁위원(2017년)